# ماكسيم بلان
ماكسيم بلان (بالفرنسية: Maxime Blanc)‏ (23 يناير 1992 - ) هو لاعب كرة قدم فرنسي في مركز الوسط. لعب مع نادي أرليه أفينيون ونادي إيفيان وأكاديمية واحتياط أولمبيك ليون.

## روابط خارجية
- ماكسيم بلان على موقع قاعدة بيانات كرة القدم.إي يو (الإنجليزية)
- ماكسيم بلان على موقع Soccerway.com (الإنجليزية)
- ماكسيم بلان على موقع AS.com (الإسبانية)